# Place de la femme à Sparte

« Pourquoi vous autres femmes de Sparte êtes les seules à pouvoir mener les hommes ?
Car nous sommes les seules à donner naissance à des hommes.
(Gorgô, reine de Sparte et épouse de Leonidas) »

— Plutarque, Moralia, 225A et 240E
Les femmes de Sparte étaient célèbres dans la Grèce antique pour bénéficier de plus de liberté et de droits que dans aucun autre État grec. Pour leurs contemporains hors de Sparte, elles avaient la réputation de vivre dans la promiscuité. Contrairement à leurs homologues athéniennes, les femmes spartiates pouvaient posséder et hériter un bien en toute légalité et étaient, généralement, mieux éduquées. Comme le souligne Anton Powell, il existe peu de documents écrits pour l'attester et souvent de sources non-spartiates.
Les sources semblent néanmoins démontrer l'importance qu'ont prise les femmes à Sparte en raison de l'absence fréquente des hommes occupés à faire la guerre, ce qui aboutit à une collectivité quasi gynocratique. Ainsi, Xénophon et Polybe signalent une situation de polyandrie opposée au patriarcat commun dans le reste de la Grèce

## Jeunesse
Selon le témoignage de Plutarque, les Spartiates pratiquaient l'infanticide, comme une chose allant de soi s'ils pensaient que les enfants étaient en mauvaise santé. Il est impossible de dire à partir de ce passage si ces actes étaient perpétrés sur les jeunes filles et également sur les garçons. Il n'y a pas suffisamment de preuves pour affirmer qu'il en fut ainsi tout au long de l'histoire de Sparte. Contrairement à la situation à Athènes, les nourrissons spartiates, filles et garçons, étaient bien nourris et traités de la même manière. Cela assurait d'avoir des jeunes filles robustes, capables d'enfanter. 

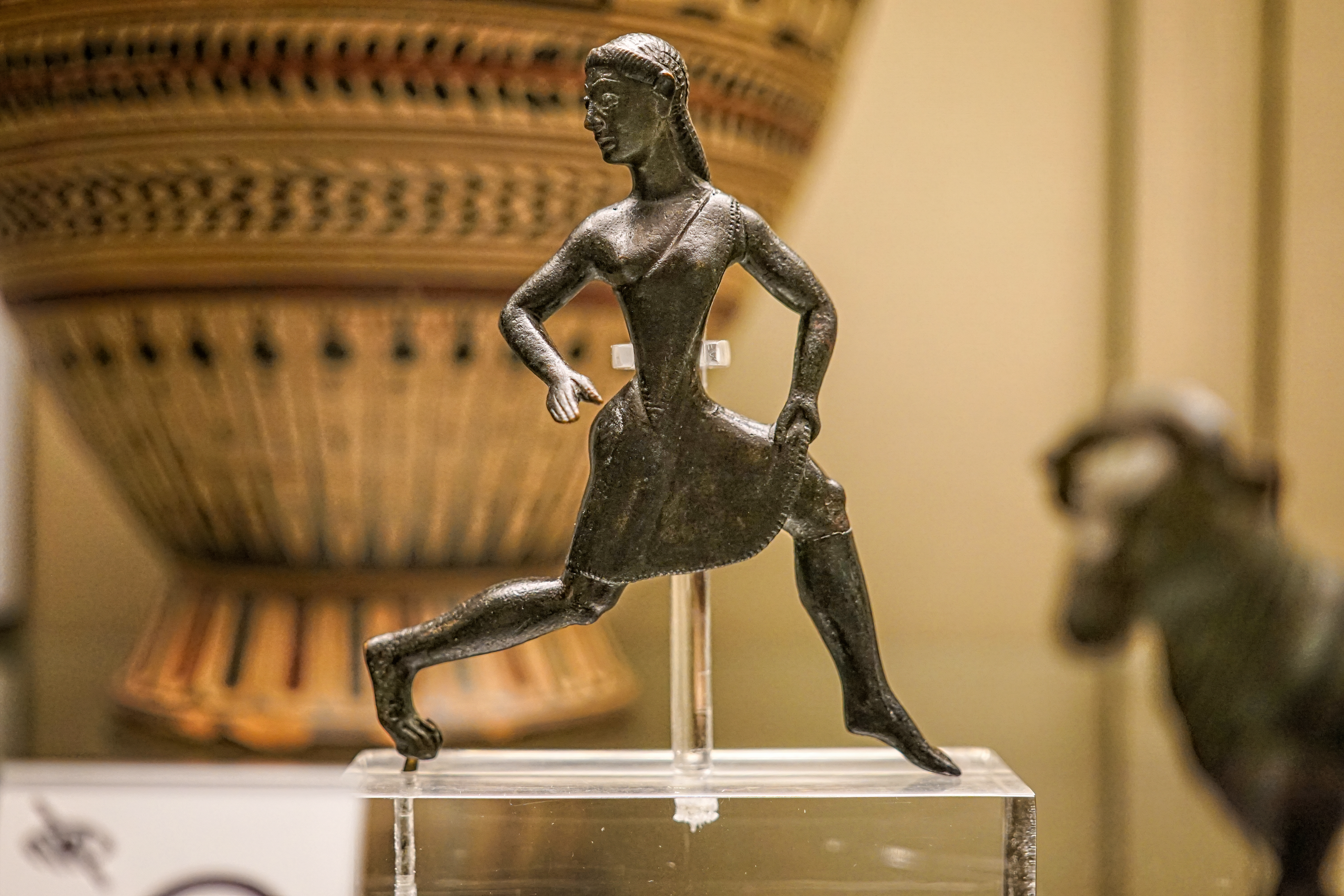
Figurine en bronze spartiate d'une fille qui court, portant un chiton sur une épaule, 520-500, British Museum.

Les jeunes garçons de Sparte bénéficiaient de l'éducation spartiate ou agoge dès l'âge de sept ans, et il semble qu'à partir du moment où l'État institutionnalisa l'éducation des garçons, il en fut de même pour les filles. À la différence des garçons, néanmoins, les filles étaient élevées à la maison par leurs mères. Les premières preuves attestant d'un programme officiel d'éducation des filles remontent à l'époque archaïque. Ce système semble avoir été suspendu pendant l'époque hellénistique[citation nécessaire]. La date du rétablissement de l'éducation des filles dans le cadre des réformes initiées par Cléomène III n'est pas clairement définie ; cette attention portée à l'éducation des filles relève d'un acte délibéré plutôt qu'imposé[citation nécessaire]. Ce programme, encadré par l'État, fut une fois encore rétabli pendant l'époque romaine, l'éducation spartiate ayant été supprimée en 188 av. J.-C.[citation nécessaire]
Lire et écrire était, à Sparte, un apprentissage réservé à l'élite. Il existe des preuves, datant de l'époque classique, que certaines femmes savaient lire. Ainsi, on retrouve, par exemple, des anecdotes faisant état de mères écrivant à leurs fils, partis au loin. Outre la lecture et l'écriture, les femmes étudiaient la mousike qui comprenait, non seulement la musique mais aussi la danse et la poésie. De nombreuses statuettes montrent que les femmes de Sparte avaient également appris à jouer d'instruments de musique.
Le régime spartiate d'activités pour les filles était fait de telle manière qu'elles bénéficiaient de la même condition physique que les garçons. Ainsi, elles apprenaient à monter à cheval comme le démontrent des offrandes votives représentant des femmes spartiates à cheval. Entre autres exercices, elles pratiquaient également la lutte, la course à pied, le lancer du disque et du javelot et participaient à des épreuves de force. Il est possible que les femmes spartiates aient été nues pour ces exercices, l'art archaïque de Sparte les ayant représentées ainsi contrairement aux formes d'art des autres régions de Grèce. Les filles participaient probablement aux Gymnopédies, le festival spartiate où les jeunes, nus, dansaient et faisaient des démonstrations d'exercices physiques. Elles participaient également aux courses à pied lors de divers festivals dont le prestigieux concours appelé Héraia.

## Mariage
Les femmes spartiates se mariaient relativement tard, semble-t-il, plus âgées que leurs homologues ailleurs en Grèce. Alors que les jeunes athéniennes étaient mariées, la première fois, vers quatorze ans, les femmes spartiates étaient mariées, en général, à l'âge de dix-huit ans, à un jeune homme du même âge à peu près. Puisque les jeunes citoyens mâles suivaient un entraînement dans des camps militaires dès l'âge de sept ans pour s'entraîner et devenir peut-être un « Spartiate » aux environs de trente ans, ils se retrouvaient dans l'obligation de « filer en douce » pour voir leur épouse. Leurs époux étant absent du domicile conjugal, les femmes mariées jouissaient de beaucoup de libertés et de responsabilités. Elles étaient propriétaires de leur maison et étaient chargées de s'en occuper lorsque leur époux n'était pas là. Contrairement à ce qui se pratiquait dans d'autres pays à l'époque, les femmes de Sparte étaient libres de circuler en dehors de chez elles, ignorant les nombreuses restrictions auxquelles d'autres femmes devaient se plier.
Le mariage était une chose importante à Sparte, la mission primordiale du couple était d'avoir des enfants. Les femmes chargées de donner naissance à des enfants robustes et bien portants devaient maintenir leur condition physique et surveiller leur alimentation. Avant l'union, le couple vivait une période-test pour savoir s'il était capable de concevoir des enfants. Si le test n'était pas concluant et que le couple se révélait incapable d'avoir des descendants, la possibilité de divorcer et de se remarier était une pratique courante. Pour Sparte, toutes les activités, y compris le mariage, avaient pour seul but d'améliorer sa puissance militaire.
Pour la nuit de noces, on coupait les cheveux des femmes à ras et on les habillait de vêtements d'hommes. Installées dans une chambre dans la pénombre, elles attendaient la visite de leur époux qui, symboliquement, venaient les enlever. Par la suite, il était interdit aux femmes mariées d'avoir les cheveux longs. Il existe d'anciens documents indiquant que la polyandrie était de mise à Sparte. En parlant de la bigamie du roi Anaxandridas II, Hérodote a indiqué qu'un tel comportement était indigne d'un spartiate alors que pour Polybe, c'était là une ancienne pratique courante à l'époque. Parallèlement aux mariages multiples, il semble que des hommes d'un certain âge aient autorisé des hommes plus jeunes et en bonne condition physique à féconder leur épouse. En outre, les hommes célibataires ou sans enfant pouvaient solliciter la femme d'un autre pour porter ses enfants. 
À Sparte, les femmes pouvaient demander le divorce librement, sans pour autant risquer de perdre leurs biens personnels. En tant que citoyennes au même titre que les hommes, elles avaient le droit de divorcer et pouvaient choisir de se remarier ou non. En cas de secondes noces, elles n'avaient pas à abandonner les enfants issus du premier mariage puisque la paternité biologique n'avait aucune importance, tant que le père avait la citoyenneté sparte, dans la manière d'élever les enfants.

## Devoirs matriarcaux

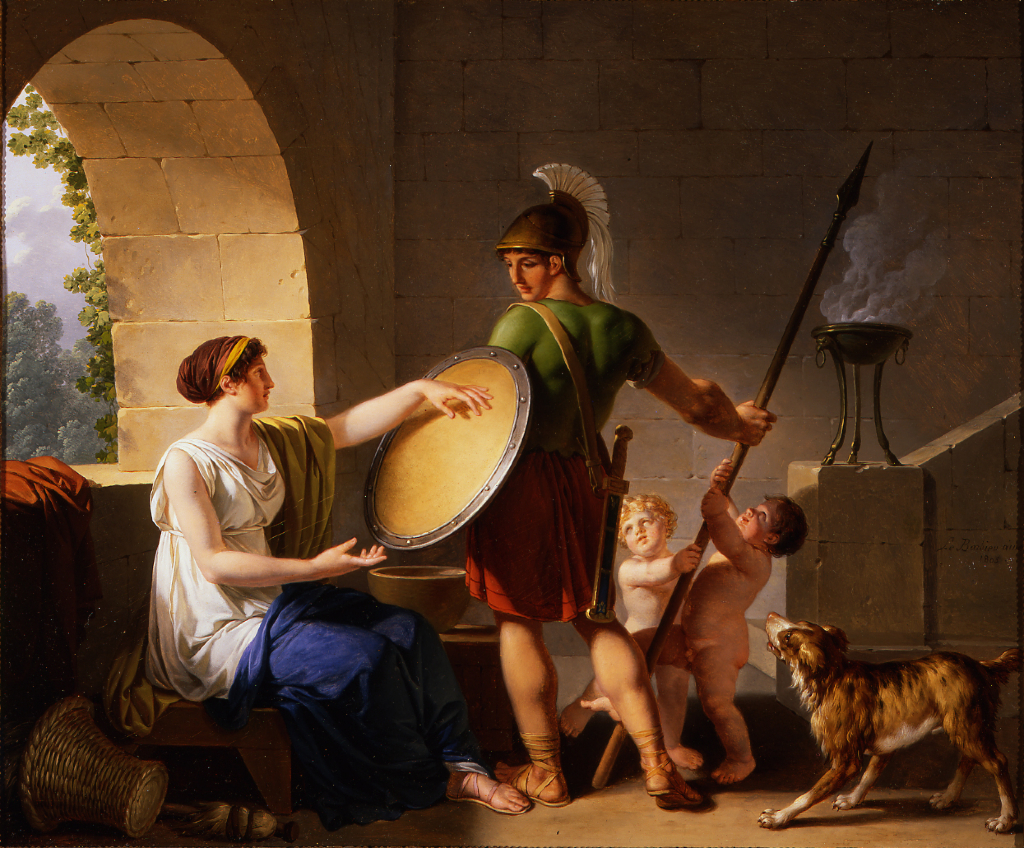
Femme spartiate donnant un bouclier à son fils. Tableau de Jean-Jacques Le Barbier, 1826.

Les hommes de Sparte passant le plus clair de leur temps à la caserne ou à la guerre, les femmes spartiates s'occupaient de la maison. Aristote en déduisit que les femmes riches et indépendantes de Sparte contrôlaient trop leur compagnon, contrairement au reste de la Grèce. Pour lui, le déclin que connut l'état grec de son vivant était imputable au fait que la société, telle une gynocratie, était gérée par des femmes excessives qui aimaient le luxe. 
Toutes les femmes de Sparte, pas uniquement les plus aisées, tiraient profit du travail des hilotes pour effectuer les tâches domestiques, assurés par les femmes libres dans le reste du pays. Les activités comme le tissage, considéré comme une tâche féminine partout ailleurs en Grèce, était jugée indigne des spartiates. Les femmes de Sparte s'occupaient donc davantage de la gestion, de l'agriculture, de la logistique et des tâches alimentaires.
La loi spartiate, codifiée sous Lycurgue, soulignait le fait que porter, enfanter et élever des enfants était la mission la plus importante des femmes dans la société spartiate, de même que le rôle de l'homme était de grossir les rangs de l'armée. Les femmes spartiates étaient encouragées à avoir plusieurs enfants, essentiellement des garçons, afin d'enrichir l'armée. Elles tiraient une grande fierté de donner naissance et d'élever de futurs braves guerriers. Avoir des fils qui se montraient lâches était une source d'affliction pour les mères qui, d'après l'auteur ancien Aelian, se lamentaient. À l'inverse, les parentes des soldats tombés héroïquement à la bataille de Leuctres se montraient souriantes en public. 
Les femmes de Sparte célébraient leurs fils en cas d'acte de bravoure, pleuraient lorsqu'ils s'étaient montrés faibles mais jouaient également un rôle crucial quant au discrédit et aux conséquences sociales qui s’abattaient sur les faibles. Ainsi, lorsque Pausanias, un traître, eut trouvé refuge dans un sanctuaire en l'honneur d'Athéna, plutôt que d'implorer qu'on lui laisse la vie sauve, sa mère, Theano, déposa une brique devant le temple et s'en alla sans mot dire. Suivant son exemple, les femmes spartiates l'emmurèrent vivant dans le temple où il mourut de faim. Dans le même ordre d'idées, Pomeroy cite des extraits de Plutarque parlant de mères éliminant elles-mêmes les fils dont la lâcheté était avérée.

## Religion
Dans l'antique Sparte, les cultes voués aux femmes mettaient l'accent sur l'importance que la société accordait au fait d'enfanter et d'élever de futurs citoyens de Sparte. Par conséquent, les cultes se focalisaient sur la fertilité, la santé et la beauté des femmes. Le culte dédié à Ilithyie, la déesse de l'enfantement , était un culte très important pour les femmes de Sparte. De même, le culte voué à Hélène de Troie était important, de nombreux objets féminins tels les miroirs, crayons à sourcils, peignes et flacons de parfum étaient consacrés à ses lieux de culte. En plus de deux sites majeurs en l'honneur d'Hélène, on trouvait également un temple au centre de Sparte et de nombreuses stèles sculptées à son effigie un peu partout dans la ville. Cynisca, la première femme à avoir gagné un prix aux Jeux olympiques antiques, faisait également l'objet d'un culte à Sparte ; c'est d'ailleurs la seule femme ayant battu un record à avoir été ainsi commémorée.
Plutarque écrivit, dans sa biographie de Lycurgue, que seuls les hommes morts pendant une bataille et les femmes qui décédaient lors d'un office religieux devraient être autorisés à inscrire leur nom sur la pierre tombale. Cela serait un signe montrant leur extrême piété. La société spartiate était structurée de telle manière que tout citoyen, homme ou femme, était tenu d'accomplir son devoir envers l'État. Ne pas respecter cette règle ne valait pas d'éloge ; ainsi, les femmes qui mouraient en couches n'avaient pas accompli leur mission principale et n'avaient droit à aucune mesure préférentielle lors de leur décès.

## Habillement

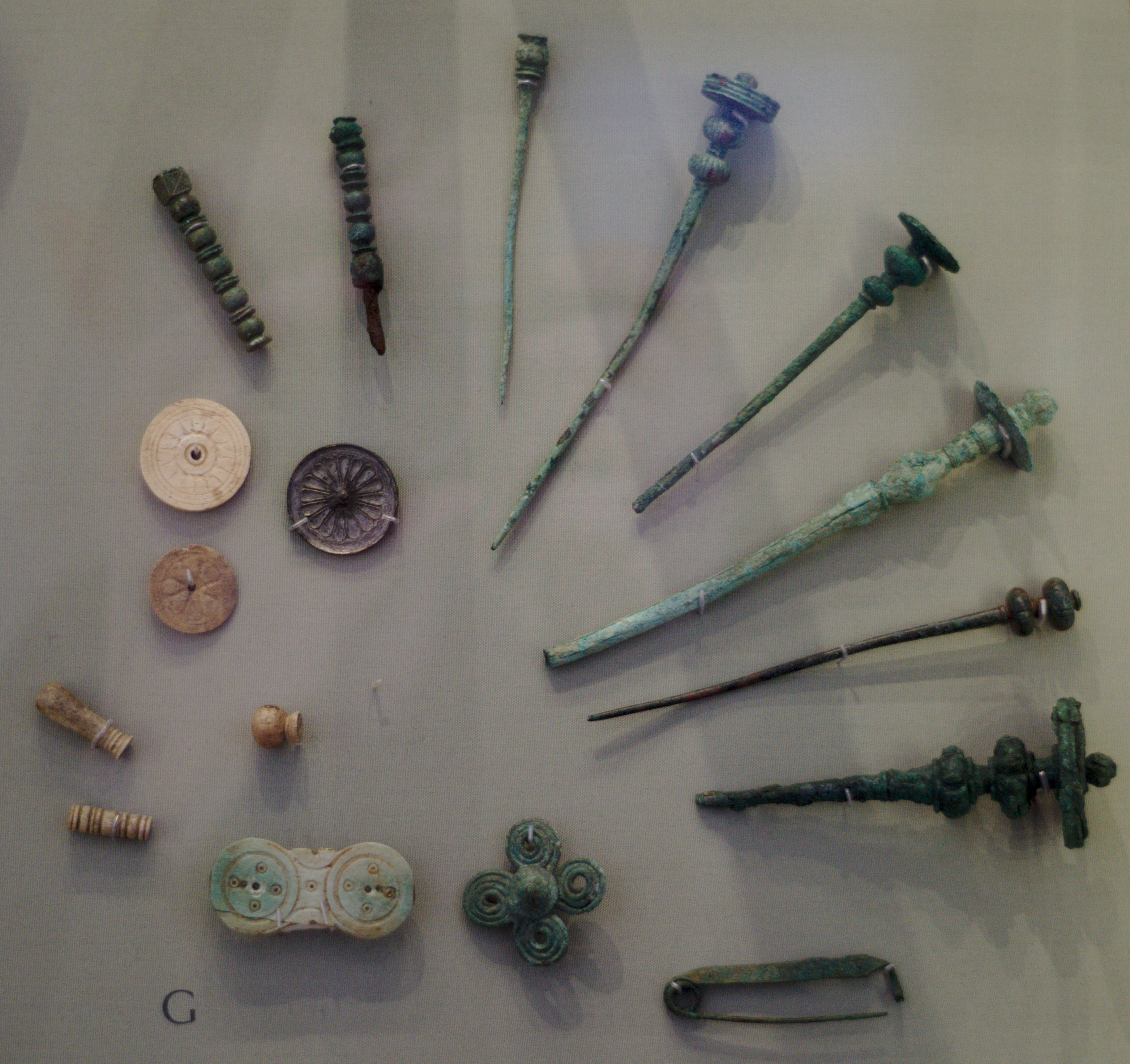
Ensemble de fibules portées par les femmes de Sparte pour attacher leur tunique.

Les vêtements des femmes de Sparte étaient simples et courts. Elles portaient des péplos, tuniques de style dorien, avec des jupes fendues qui leur couvraient les cuisses. Ces tuniques étaient faites de matières à base de laine épaisse, courantes en Ionie, et étaient fixées aux épaules  par des épingles appelées fibules. Lorsqu'elles participaient à des courses, les jeunes femmes portaient un chitôn, une tunique distinctive qui couvrait une épaule et allait jusqu'au genou.
Comme les femmes ne tissaient pas leurs vêtements elles-mêmes, laissant cette tâche aux périèques, porter des vêtements élaborés et des bracelets métalliques était un signe de richesse. Il n'est pas clairement établi si les dames portaient ces bracelets en or et en argent tous les jours ou uniquement lors des célébrations religieuses et des festivals. En outre, Lycurgue avait interdit aux femmes de faire usage de cosmétiques.
Les jeunes femmes portaient les cheveux longs sans les couvrir et, une fois mariées, il leur fallait les couper et porter un voile.

## Déclin de la société spartiate selon Aristote
D'après les historiens comme Claude Mossé, particulièrement dans son livre La Place des femmes dans la Grèce, la grande majorité des écrits sur les Spartiates proviennent d'Athéniens tel qu'Aristote. Selon les dires du philosophe, les femmes spartiates remettaient en cause la constitution spartiate (Aristote, Politique, livre 2),. Les épouses des guerriers de Sparte héritaient des terres et des biens à la mort de leur mari, certaines se retrouvaient avec de grands domaines et d'autres avec des domaines plus petits. Avec les hommes constamment loin de chez eux à guerroyer et les femmes seules à la maison à devoir gérer le domaine, la population eut tendance à diminuer. Aristote affirme que le résultat montre la nature erronée de leurs lois relatives à la propriété ; le manque d'hommes les mena à la ruine (Aristote, Politique, livre 2),. De bien des manières, Aristote admirait le style de vie spartiate ; il estimait que leurs idées étaient bonnes mais vouées à l'échec.